# السينمي (بعدان)

تعديل مصدري - تعديل

السينمي محلة تابعة لقرية رهوان السفلى، التابعة لعزلة الحرث بمديرية بعدان إحدى مديريات محافظة إب في الجمهورية اليمنية، بلغ تعداد سكانها 97 حسب تعداد اليمن لعام 2004.